# VM i skiskydning
Verdensmesterskaberne i skiskydning er blevet afviklet siden 1958, hvor mesterskabet bestod af én (officiel) individuel konkurrence og en (uofficiel) stafet, begge for mænd. Siden da er antallet af konkurrencer øget betragteligt. Fra og med 1984 fik kvinderne sit eget VM, og fra og med 1989 har begge køn deltaget i et fælles mesterskabsstævne. 
Verdensmesterskabsstævnet afvikles i februar eller marts. Enkelte år har det været nødvendigt at afvikle en del af mesterskabet på en anden arena end hovedarenaen på grund af vejr- eller sneforholdene. I år med olympiske vinterlege bliver der kun afholdt deciderede verdensmesterskaber i de VM-discipliner, som ikke indgår i de olympiske vinterlege.

## VM værtsbyer
| VM kun for mænd 1958–83                 | VM kun for mænd 1958–83 | VM kun for mænd 1958–83 |
| År                                      | Værtsland og -by        | Kommentar               |
| --------------------------------------- | ----------------------- | ----------------------- |
| 1958                                    | Saalfelden              |                         |
| 1959                                    | Courmayer               |                         |
| 1961                                    | Umeå                    |                         |
| 1962                                    | Hämeenlinna             |                         |
| 1963                                    | Seefeld                 |                         |
| 1965                                    | Elverum                 |                         |
| 1966                                    | Garmisch-Partenkirchen  |                         |
| 1967                                    | Altenberg               |                         |
| 1969                                    | Zakopane                |                         |
| 1970                                    | Östersund               |                         |
| 1971                                    | Hämeenlinna             |                         |
| 1973                                    | Lake Placid             |                         |
| 1974                                    | Minsk                   |                         |
| 1975                                    | Antholz                 |                         |
| 1976                                    | Antholz                 | Kun sprint              |
| 1977                                    | Lillehammer-Vingrom     |                         |
| 1978                                    | Hochfilzen              |                         |
| 1979                                    | Ruhpolding              |                         |
| 1981                                    | Lahti                   |                         |
| 1982                                    | Minsk                   |                         |
| 1983                                    | Antholz                 |                         |
| Separate VM for mænd og kvinder 1984–88 |                         |                         |
| År                                      | Mænd                    | Kvinder                 |
| 1984                                    | Intet VM for mænd       | Chamonix                |
| 1985                                    | Ruhpolding              | Egg                     |
| 1986                                    | Oslo                    | Falun                   |
| 1987                                    | Lake Placid             | Lahti                   |
| 1988                                    | Intet VM for mænd       | Chamonix                |

| Samlet VM for mænd og kvinder fra 1989 | Samlet VM for mænd og kvinder fra 1989           | Samlet VM for mænd og kvinder fra 1989           |
| År                                     | Værtsland og -by                                 | Kommentar                                        |
| -------------------------------------- | ------------------------------------------------ | ------------------------------------------------ |
| 1989                                   | Feistritz                                        |                                                  |
| 1990                                   | Minsk                                            | Distance                                         |
| 1990                                   | Oslo                                             | Sprint og holdkonkurrence                        |
| 1990                                   | Kontiolahti                                      | Stafet                                           |
| 1991                                   | Lahti                                            |                                                  |
| 1992                                   | Novosibirsk                                      | Kun holdkonkurrence                              |
| 1993                                   | Borovetz                                         |                                                  |
| 1994                                   | Canmore                                          | Kun holdkonkurrence                              |
| 1995                                   | Antholz                                          |                                                  |
| 1996                                   | Ruhpolding                                       |                                                  |
| 1997                                   | Brezno-Osrblie                                   |                                                  |
| 1998                                   | Pokljuka                                         | Kun jagtstart                                    |
| 1998                                   | Hochfilzen                                       | Kun holdkonkurrence                              |
| 1999                                   | Kontiolahti                                      | Sprint, jagtstart og stafet                      |
| 1999                                   | Oslo                                             | Distance og fællesstart                          |
| 2000                                   | Oslo                                             | Ikke stafet for mænd                             |
| 2000                                   | Lahti                                            | Stafet for mænd                                  |
| 2001                                   | Pokljuka                                         |                                                  |
| 2002                                   | Oslo                                             | Kun fællesstart                                  |
| 2003                                   | Khanty-Mansijsk                                  |                                                  |
| 2004                                   | Oberhof                                          |                                                  |
| 2005                                   | Hochfilzen                                       | Ikke mixed stafet                                |
| 2005                                   | Khanty-Mansijsk                                  | Kun mixed stafet                                 |
| 2006                                   | Pokljuka                                         | Kun mixed stafet                                 |
| 2007                                   | Antholz                                          |                                                  |
| 2008                                   | Östersund                                        |                                                  |
| 2009                                   | Pyeongchang                                      |                                                  |
| 2010                                   | Khanty-Mansijsk                                  | Kun mixed stafet                                 |
| 2011                                   | Khanty-Mansijsk                                  |                                                  |
| 2012                                   | Ruhpolding                                       |                                                  |
| 2013                                   | Nové Město na Moravě                             |                                                  |
| 2014                                   | Intet VM pga. olympiske vinterlege i Sotji       | Intet VM pga. olympiske vinterlege i Sotji       |
| 2015                                   | Kontiolahti                                      |                                                  |
| 2016                                   | Oslo Holmenkollen                                |                                                  |
| 2017                                   | Hochfilzen                                       |                                                  |
| 2018                                   | Intet VM pga. olympiske vinterlege i Pyeongchang | Intet VM pga. olympiske vinterlege i Pyeongchang |
| 2019                                   | Östersund                                        |                                                  |
| 2020                                   | Antholz                                          |                                                  |

## Discipliner og medaljevindere (mænd)

### Sprint (10 km)
Denne disciplin blev første gang afviklet i 1974.
| År   | Guld                  | Sølv                 | Bronze               |
| ---- | --------------------- | -------------------- | -------------------- |
| 1974 | Juhani Suutarinen     | Günther Bartnick     | Torsten Wadman       |
| 1975 | Nikolaj Kruglov       | Aleksandr Jelizarov  | Klaus Siebert        |
| 1976 | Aleksandr Tikhonov    | Aleksandr Jelizarov  | Nikolaj Kruglov      |
| 1977 | Aleksandr Tikhonov    | Nikolaj Kruglov      | Aleksandr Usjakov    |
| 1978 | Frank Ullrich         | Eberhard Rösch       | Klaus Siebert        |
| 1979 | Frank Ullrich         | Odd Lirhus           | Luigi Weiss          |
| 1981 | Frank Ullrich         | Erkki Antila         | Yvon Mougel          |
| 1982 | Eirik Kvalfoss        | Frank Ullrich        | Vladimir Alikin      |
| 1983 | Eirik Kvalfoss        | Peter Angerer        | Alfred Eder          |
| 1985 | Frank-Peter Roetsch   | Eirik Kvalfoss       | Johann Passler       |
| 1986 | Valerij Medvedtsev    | Franz Schuler        | André Sehmisch       |
| 1987 | Frank-Peter Roetsch   | Matthias Jacob       | André Sehmisch       |
| 1989 | Frank Luck            | Eirik Kvalfoss       | Jurij Kasjkarov      |
| 1990 | Mark Kirchner         | Eirik Kvalfoss       | Sergej Tjepikov      |
| 1991 | Mark Kirchner         | Frank Luck           | Eirik Kvalfoss       |
| 1993 | Mark Kirchner         | Jon Åge Tyldum       | Sergej Tarasov       |
| 1995 | Patrice Bailly-Salins | Pavel Muslimov       | Ricco Gross          |
| 1996 | Vladimir Dratsjov     | Viktor Majgurov      | René Cattarinussi    |
| 1997 | Wilfried Pallhuber    | René Cattarinussi    | Oleg Rysjenkov       |
| 1999 | Frank Luck            | Patrick Favre        | Frode Andresen       |
| 2000 | Frode Andresen        | Pavel Rostovtsev     | René Cattarinussi    |
| 2001 | Pavel Rostovtsev      | René Cattarinussi    | Halvard Hanevold     |
| 2003 | Ole Einar Bjørndalen  | Ricco Gross          | Zdenek Vitek         |
| 2004 | Raphaël Poirée        | Ricco Gross          | Ole Einar Bjørndalen |
| 2005 | Ole Einar Bjørndalen  | Sven Fischer         | Ilmars Bricis        |
| 2007 | Ole Einar Bjørndalen  | Michal Šlesingr      | Andrij Deryzemlja    |
| 2008 | Maksim Tjudov         | Halvard Hanevold     | Ole Einar Bjørndalen |
| 2009 | Ole Einar Bjørndalen  | Lars Berger          | Halvard Hanevold     |
| 2011 | Arnd Peiffer          | Martin Fourcade      | Tarjei Bø            |
| 2012 | Martin Fourcade       | Emil Hegle Svendsen  | Carl Johan Bergman   |
| 2013 | Emil Hegle Svendsen   | Martin Fourcade      | Jakov Fak            |
| 2015 | Johannes Thingnes Bø  | Nathan Smith         | Tarjei Bø            |
| 2016 | Martin Fourcade       | Ole Einar Bjørndalen | Serhij Semenov       |
| 2017 | Benedikt Doll         | Johannes Thingnes Bø | Martin Fourcade      |

### Jagtstart (12,5 km)
Denne konkurrenceform har været på VM-programmet siden 1997. 
| År   | Guld                 | Sølv                 | Bronze               |
| ---- | -------------------- | -------------------- | -------------------- |
| 1997 | Viktor Majgurov      | Sergej Tarasov       | Ole Einar Bjørndalen |
| 1998 | Vladimir Dratsjov    | Ole Einar Bjørndalen | Raphaël Poirée       |
| 1999 | Ricco Gross          | Frank Luck           | Sven Fischer         |
| 2000 | Frank Luck           | Pavel Rostovtsev     | Raphaël Poirée       |
| 2001 | Pavel Rostovtsev     | Raphaël Poirée       | Sven Fischer         |
| 2003 | Ricco Gross          | Halvard Hanevold     | Paavo Puurunen       |
| 2004 | Ricco Gross          | Raphaël Poirée       | Ole Einar Bjørndalen |
| 2005 | Ole Einar Bjørndalen | Sergej Tjepikov      | Sven Fischer         |
| 2007 | Ole Einar Bjørndalen | Maksim Tjudov        | Vincent Defrasne     |
| 2008 | Ole Einar Bjørndalen | Maksim Tjudov        | Alexander Wolf       |
| 2009 | Ole Einar Bjørndalen | Maksim Tjudov        | Alexander Os         |
| 2011 | Martin Fourcade      | Emil Hegle Svendsen  | Tarjei Bø            |
| 2012 | Martin Fourcade      | Carl Johan Bergman   | Anton Sjipulin       |
| 2013 | Emil Hegle Svendsen  | Martin Fourcade      | Anton Sjipulin       |
| 2015 | Erik Lesser          | Anton Sjipulin       | Tarjei Bø            |
| 2016 | Martin Fourcade      | Ole Einar Bjørndalen | Emil Hegle Svendsen  |
| 2017 | Martin Fourcade      | Johannes Thingnes Bø | Ole Einar Bjørndalen |

### Fællesstart (15 km)
Fællesstart blev VM-disciplin i 1999 og har været på programmet lige siden. 
| År   | Guld                 | Sølv                 | Bronze               |
| ---- | -------------------- | -------------------- | -------------------- |
| 1999 | Sven Fischer         | Vladimir Dratsjov    | Ole Einar Bjørndalen |
| 2000 | Raphael Poirée       | Pavel Rostovtsev     | Ole Einar Bjørndalen |
| 2001 | Raphael Poirée       | Ole Einar Bjørndalen | Sven Fischer         |
| 2002 | Raphael Poirée       | Sven Fischer         | Frode Andresen       |
| 2003 | Ole Einar Bjørndalen | Sven Fischer         | Raphael Poirée       |
| 2004 | Raphael Poirée       | Lars Berger          | Sergej Konovalov     |
| 2005 | Ole Einar Bjørndalen | Sven Fischer         | Raphael Poirée       |
| 2007 | Michael Greis        | Andreas Birnbacher   | Raphaël Poirée       |
| 2008 | Emil Hegle Svendsen  | Ole Einar Bjørndalen | Maxim Tjudov         |
| 2009 | Dominik Landertinger | Christoph Sumann     | Ivan Tjerezov        |
| 2011 | Emil Hegle Svendsen  | Jevgenij Ustjugov    | Lukas Hofer          |
| 2012 | Martin Fourcade      | Björn Ferry          | Fredrik Lindström    |
| 2013 | Tarjei Bø            | Anton Sjipulin       | Emil Hegle Svendsen  |
| 2015 | Jakov Fak            | Ondřej Moravec       | Tarjei Bø            |
| 2016 | Johannes Thingnes Bø | Martin Fourcade      | Ole Einar Bjørndalen |
| 2017 | Simon Schempp        | Johannes Thingnes Bø | Simon Eder           |

### Klassisk distance (20 km)
Der har været uddelt VM-medaljer på den klassiske 20 km-distance siden det første VM i 1958.
| År   | Guld                 | Sølv                  | Bronze               |
| ---- | -------------------- | --------------------- | -------------------- |
| 1958 | Adolf Wiklund        | Olle Gunneriusson     | Viktor Butakov       |
| 1959 | Vladimir Melanin     | Dimitri Sokolov       | Sven Agge            |
| 1961 | Kalevi Huuskonen     | Aleksandr Privalov    | Paavo Repo           |
| 1962 | Vladimir Melanin     | Antti Tyrvainen       | Valentin Psjenitsyn  |
| 1963 | Vladimir Melanin     | Antti Tyrvainen       | Hannu Posti          |
| 1965 | Olav Jordet          | Nikolaj Puzanov       | Antti Tyrvainen      |
| 1966 | Jon Istad            | Josef Sobczak         | Vladimir Gundartsev  |
| 1967 | Viktor Mamatov       | Stanislav Szozepaniak | Jon Istad            |
| 1969 | Aleksandr Tikhonov   | Rinnat Safin          | Magnar Solberg       |
| 1970 | Aleksandr Tikhonov   | Tor Svendsberget      | Viktor Mamatov       |
| 1971 | Dieter Speer         | Aleksandr Tikhonov    | Magnar Solberg       |
| 1973 | Aleksandr Tikhonov   | Gennadij Kovalev      | Tor Svendsberget     |
| 1974 | Juhani Suutarinen    | George Girnitsa       | Tor Svendsberget     |
| 1975 | Heikki Ikola         | Nikolaj Kruglov       | Esko Saira           |
| 1977 | Heikki Ikola         | Sigleif Johansen      | Aleksandr Tikhonov   |
| 1978 | Odd Lirhus           | Frank Ullrich         | Eberhard Rösch       |
| 1979 | Klaus Siebert        | Aleksandr Tikhonov    | Sigleif Johansen     |
| 1981 | Heikki Ikola         | Frank Ullrich         | Erkki Antila         |
| 1982 | Frank Ullrich        | Eirik Kvalfoss        | Terje Krokstad       |
| 1983 | Frank Ullrich        | Frank-Peter Roetsch   | Peter Angerer        |
| 1985 | Jurij Kasjkarov      | Frank-Peter Roetsch   | Tapio Piipponen      |
| 1986 | Valerij Medvedtsev   | André Sehmisch        | Alfred Eder          |
| 1987 | Frank-Peter Roetsch  | Josh Thompson         | Jan Matous           |
| 1989 | Eirik Kvalfoss       | Gisle Fenne           | Fritz Fischer        |
| 1990 | Valerij Medvedtsev   | Sergej Tjepikov       | Anatolij Zdanovitj   |
| 1991 | Mark Kirchner        | Aleksandr Popov       | Eirik Kvalfoss       |
| 1993 | Andreas Zingerle     | Sergej Tarasov        | Sergej Tjepikov      |
| 1995 | Tomasz Sikora        | Jon Åge Tyldum        | Oleg Rysjenkov       |
| 1996 | Sergej Tarasov       | Vladimir Dratsjov     | Vadim Sasjurin       |
| 1997 | Ricco Gross          | Oleg Rysjenkov        | Ludwig Gredler       |
| 1999 | Sven Fischer         | Ricco Gross           | Vadim Sasjurin       |
| 2000 | Wolfgang Rottmann    | Ludwig Gredler        | Frank Luck           |
| 2001 | Paavo Puurunen       | Vadim Sasjurin        | Ilmars Bricis        |
| 2003 | Halvard Hanevold     | Vesa Hietalahti       | Ricco Gross          |
| 2004 | Raphaël Poirée       | Tomasz Sikora         | Ole Einar Bjørndalen |
| 2005 | Román Dostal         | Michael Greis         | Ricco Gross          |
| 2007 | Raphaël Poirée       | Michael Greis         | Michal Šlesingr      |
| 2008 | Emil Hegle Svendsen  | Ole Einar Bjørndalen  | Maksim Maksimov      |
| 2009 | Ole Einar Bjørndalen | Christoph Stephan     | Jakov Fak            |
| 2011 | Tarjei Bø            | Maksim Maksimov       | Christoph Sumann     |
| 2012 | Jakov Fak            | Simon Fourcade        | Jaroslav Soukup      |
| 2013 | Martin Fourcade      | Tim Burke             | Fredrik Lindström    |
| 2015 | Martin Fourcade      | Emil Hegle Svendsen   | Ondřej Moravec       |
| 2016 | Martin Fourcade      | Dominik Landertinger  | Simon Eder           |
| 2017 | Lowell Bailey        | Ondřej Moravec        | Martin Fourcade      |

### Stafet (4 × 7,5 km)
Denne disciplin blev første gang afholdt uofficielt i 1958, hvor der ikke blev uddelt VM-medaljer. Først i 1966 blev stafet en officiel del af VM-programmet. Fra 1959 til 1965 havde stafetterne kun tre etaper. 
| År                             | Guld          | Sølv          | Bronze        |
| ------------------------------ | ------------- | ------------- | ------------- |
| 1958                           | Sverige       | Sovjetunionen | Norge         |
| 1959                           | Sovjetunionen | Sverige       | Norge         |
| 1961                           | Finland       | Sovjetunionen | Sverige       |
| 1962                           | Sovjetunionen | Finland       | Norge         |
| 1963                           | Sovjetunionen | Finland       | Norge         |
| 1965                           | Norge         | Sovjetunionen | Polen         |
| Officiel VM-disciplin fra 1966 |               |               |               |
| 1966                           | Norge         | Polen         | Sverige       |
| 1967                           | Norge         | Sovjetunionen | Sverige       |
| 1969                           | Sovjetunionen | Norge         | Finland       |
| 1970                           | Sovjetunionen | Norge         | DDR           |
| 1971                           | Sovjetunionen | Norge         | Polen         |
| 1973                           | Sovjetunionen | Norge         | DDR           |
| 1974                           | Sovjetunionen | Finland       | Norge         |
| 1975                           | Finland       | Sovjetunionen | Polen         |
| 1977                           | Sovjetunionen | Finland       | DDR           |
| 1978                           | DDR           | Norge         | Vesttyskland  |
| 1979                           | DDR           | Finland       | Sovjetunionen |
| 1981                           | DDR           | Vesttyskland  | Sovjetunionen |
| 1982                           | DDR           | Norge         | Sovjetunionen |
| 1983                           | Sovjetunionen | DDR           | Norge         |
| 1985                           | Sovjetunionen | DDR           | Vesttyskland  |
| 1986                           | Sovjetunionen | DDR           | Italien       |
| 1987                           | DDR           | Sovjetunionen | Vesttyskland  |
| 1989                           | DDR           | Sovjetunionen | Norge         |
| 1990                           | Italien       | Frankrig      | DDR           |
| 1991                           | Tyskland      | Sovjetunionen | Norge         |
| 1993                           | Italien       | Rusland       | Tyskland      |
| 1995                           | Tyskland      | Frankrig      | Hviderusland  |
| 1996                           | Rusland       | Tyskland      | Hviderusland  |
| 1997                           | Tyskland      | Norge         | Italien       |
| 1999                           | Hviderusland  | Rusland       | Norge         |
| 2000                           | Rusland       | Norge         | Tyskland      |
| 2001                           | Frankrig      | Hviderusland  | Norge         |
| 2003                           | Tyskland      | Rusland       | Hviderusland  |
| 2004                           | Tyskland      | Norge         | Frankrig      |
| 2005                           | Norge         | Rusland       | Østrig        |
| 2007                           | Rusland       | Norge         | Tyskland      |
| 2008                           | Rusland       | Norge         | Tyskland      |
| 2009                           | Norge         | Østrig        | Tyskland      |
| 2011                           | Norge         | Rusland       | Ukraine       |
| 2012                           | Norge         | Frankrig      | Tyskland      |
| 2013                           | Norge         | Frankrig      | Tyskland      |
| 2015                           | Tyskland      | Norge         | Frankrig      |
| 2016                           | Norge         | Tyskland      | Canada        |
| 2017                           | Rusland       | Frankrig      | Østrig        |

### Holdkonkurrence
VM i holdkonkurrence blev afholdt i perioden 1989 til 1998, hvorefter disciplinen blev droppet til fordel for jagtstart og fællesstart. 
| År   | Guld          | Sølv            | Bronze        |
| ---- | ------------- | --------------- | ------------- |
| 1989 | Sovjetunionen | Vesttyskland    | DDR           |
| 1990 | DDR           | Tjekkoslovakiet | Frankrig      |
| 1991 | Italien       | Norge           | Sovjetunionen |
| 1992 | SNG           | Norge           | Estland       |
| 1993 | Tyskland      | Rusland         | Frankrig      |
| 1994 | Italien       | Rusland         | Tyskland      |
| 1995 | Norge         | Tjekkiet        | Frankrig      |
| 1996 | Hviderusland  | Rusland         | Italien       |
| 1997 | Hviderusland  | Tyskland        | Polen         |
| 1998 | Norge         | Tyskland        | Rusland       |

## Discipliner og medaljevindere (kvinder)

### Sprint (7,5 km)
Sprintkonkurrencen har været på VM-programmet siden det første kvinde-VM i 1984. Til og med 1988 var distancen 5 km. 
| År   | Guld                    | Sølv                         | Bronze                            |
| ---- | ----------------------- | ---------------------------- | --------------------------------- |
| 1984 | Venera Tjernysjova      | Sanna Grønlid                | Andrea Grossegger                 |
| 1985 | Sanna Grønlid           | Kaja Parve                   | Venera Tjernysjova                |
| 1986 | Kaja Parve              | Nadesjda Belova              | Eva Korpela                       |
| 1987 | Jelena Golovina         | Venera Tjernysjova           | Anne Elvebakk                     |
| 1988 | Petra Schaaf            | Eva Korpela                  | Anne Elvebakk                     |
| 1989 | Anne Elvebakk           | Zwetana Krasteva             | Natalija Prikostsjikova           |
| 1990 | Anne Elvebakk           | Svetlana Davidova            | Elin Kristiansen                  |
| 1991 | Grete Ingeborg Nykkelmo | Svetlana Davidova            | Jelena Golovina                   |
| 1993 | Myriam Bédard           | Nadesjda Talanova            | Jelena Belova                     |
| 1995 | Anne Briand             | Uschi Disl                   | Corinne Niogret                   |
| 1996 | Olga Romasko            | Ann-Elen Skjelbreid          | Magdalena Wallin                  |
| 1997 | Olga Romasko            | Olena Zubrilova              | Magdalena Forsberg                |
| 1999 | Martina Zellner         | Magdalena Forsberg           | Olena Zubrilova                   |
| 2000 | Liv Grete Skjelbreid    | Katrin Apel                  | Martina Zellner                   |
| 2001 | Kati Wilhelm            | Uschi Disl                   | Liv Grete Poirée                  |
| 2003 | Sylvie Becaert          | Olena Petrova                | Katerina Holubcova                |
| 2004 | Liv Grete Poirée        | Anna Bogali                  | Martina Glagow Jekaterina Ivanova |
| 2005 | Uschi Disl              | Olga Zajtseva                | Olena Zubrilova                   |
| 2007 | Magdalena Neuner        | Anna Carin Olofsson          | Natalja Guseva                    |
| 2008 | Andrea Henkel           | Albina Akhatova              | Oksana Khvostenko                 |
| 2009 | Kati Wilhelm            | Simone Hauswald              | Olga Zajtseva                     |
| 2011 | Magdalena Neuner        | Kaisa Mäkäräinen             | Anastasiya Kuzmina                |
| 2012 | Magdalena Neuner        | Darja Domratjeva             | Vita Semerenko                    |
| 2013 | Olena Pidgrúsjna        | Tora Berger                  | Vita Semerenko                    |
| 2015 | Marie Dorin Habert      | Weronika Nowakowska-Ziemniak | Valj Semerenko                    |
| 2016 | Tiril Eckhoff           | Marie Dorin Habert           | Laura Dahlmeier                   |
| 2017 | Gabriela Koukalová      | Laura Dahlmeier              | Anaïs Chevalier                   |

### Jagtstart (10 km)
Denne konkurrenceform blev indført som VM-disciplin i 1997. 
| År   | Guld                           | Sølv               | Bronze                       |
| ---- | ------------------------------ | ------------------ | ---------------------------- |
| 1997 | Magdalena Forsberg             | Olena Zubrilova    | Olga Romasko                 |
| 1998 | Magdalena Forsberg             | Corinne Niogret    | Martina Zellner              |
| 1999 | Olena Zubrilova                | Martina Halinarova | Martina Zellner              |
| 2000 | Magdalena Forsberg             | Uschi Disl         | Florence Baverel-Robert      |
| 2001 | Liv Grete Poirée               | Corinne Niogret    | Magdalena Forsberg           |
| 2003 | Sandrine Bailly Martina Glagow | –                  | Svetlana Isjmuratova         |
| 2004 | Liv Grete Poirée               | Martina Glagow     | Anna Bogali                  |
| 2005 | Uschi Disl                     | Liu Xianying       | Olga Zajtseva                |
| 2007 | Magdalena Neuner               | Linda Grubben      | Anna Carin Olofsson          |
| 2008 | Andrea Henkel                  | Jekaterina Jurjeva | Albina Akhatova              |
| 2009 | Helena Jonsson                 | Kati Wilhelm       | Olga Zajtseva                |
| 2011 | Kaisa Mäkäräinen               | Magdalena Neuner   | Helena Ekholm                |
| 2012 | Darja Domratjeva               | Magdalena Neuner   | Olga Vilukhina               |
| 2013 | Tora Berger                    | Krystyna Palka     | Olena Pidgrúsjna             |
| 2015 | Marie Dorin Habert             | Laura Dahlmeier    | Weronika Nowakowska-Ziemniak |
| 2016 | Laura Dahlmeier                | Dorothea Wierer    | Marie Dorin Habert           |
| 2017 | Laura Dahlmeier                | Darja Domratjeva   | Gabriela Koukalová           |

### Fællesstart (12,5 km)
Fællesstart var første gang på VM-programmet i 1999. 
| År   | Guld                     | Sølv                 | Bronze             |
| ---- | ------------------------ | -------------------- | ------------------ |
| 1999 | Olena Zubrilova          | Olena Petrova        | Magdalena Forsberg |
| 2000 | Liv Grete Poirée         | Galina Kukleva       | Corinne Niogret    |
| 2001 | Magdalena Forsberg       | Martina Glagow       | Liv Grete Poirée   |
| 2002 | Olena Zubrilova          | Olga Pyljova         | Olga Nazarova      |
| 2003 | Albina Akhatova          | Svetlana Isjmuratova | Sandrine Bailly    |
| 2004 | Liv Grete Poirée         | Katrin Apel          | Sandrine Bailly    |
| 2005 | Gro M. Istad Kristiansen | Anna Carin Olofsson  | Olga Pyljova       |
| 2007 | Andrea Henkel            | Martina Glagow       | Kati Wilhelm       |
| 2008 | Magdalena Neuner         | Tora Berger          | Jekaterina Jurjeva |
| 2009 | Olga Zajtseva            | Anastasiya Kuzmina   | Helena Jonsson     |
| 2011 | Magdalena Neuner         | Darja Domratjeva     | Tora Berger        |
| 2012 | Tora Berger              | Marie-Laure Brunet   | Kaisa Mäkäräinen   |
| 2013 | Darja Domratjeva         | Tora Berger          | Monika Hojnisz     |
| 2015 | Valj Semerenko           | Franziska Preuß      | Karin Oberhofer    |
| 2016 | Marie Dorin Habert       | Laura Dahlmeier      | Kaisa Mäkäräinen   |
| 2017 | Laura Dahlmeier          | Susan Dunklee        | Kaisa Mäkäräinen   |

### Klassisk distance (15 km)
Den klassiske distance på 10 km har været på VM-programmet siden det første VM i 1984. Fra 1989 blev distancen ændret til 15 km.
| År   | Guld               | Sølv                    | Bronze                 |
| ---- | ------------------ | ----------------------- | ---------------------- |
| 1984 | Venera Tjernysjova | Ludmila Zabolotniana    | Tatjana Brylina        |
| 1985 | Kaja Parve         | Sanna Grønlid           | Eva Korpela            |
| 1986 | Eva Korpela        | Siv Bråten              | Sanna Grønlid          |
| 1987 | Sanna Grønlid      | Kaja Parve              | Tuija Vuoksiala        |
| 1988 | Anne Elvebakk      | Elin Kristiansen        | Venera Tjernysjova     |
| 1989 | Petra Schaaf       | Anne Elvebakk           | Svetlana Davidova      |
| 1990 | Svetlana Davidova  | Iva Schkodreva          | Petra Schaaf           |
| 1991 | Petra Schaaf       | Grete Ingeborg Nykkelmo | Iva Schkodreva         |
| 1993 | Petra Schaaf       | Myriam Bédard           | Svetlana Paramygina    |
| 1995 | Corinne Niogret    | Uschi Disl              | Ekaterina Dafovska     |
| 1996 | Emmanuelle Claret  | Olga Melnik             | Olena Petrova          |
| 1997 | Magdalena Forsberg | Olena Zubrilova         | Ekaterina Dafovska     |
| 1999 | Olena Zubrilova    | Corinne Niogret         | Albina Akhatova        |
| 2000 | Corinne Niogret    | Shumei Yu               | Magdalena Forsberg     |
| 2001 | Magdalena Forsberg | Liv Grete Poirée        | Olena Zubrilova        |
| 2003 | Katerina Holubcova | Olena Zubrilova         | Gunn Margit Andreassen |
| 2004 | Olga Pyljova       | Albina Akhatova         | Olena Petrova          |
| 2005 | Andrea Henkel      | Ribo Sun                | Linda Tjørhom          |
| 2007 | Linda Grubben      | Florence Baverel-Robert | Martina Glagow         |
| 2008 | Jekaterina Jurjeva | Martina Glagow          | Oksana Khvostenko      |
| 2009 | Kati Wilhelm       | Teja Gregorin           | Tora Berger            |
| 2011 | Helena Ekholm      | Tina Bachmann           | Vita Semerenko         |
| 2012 | Tora Berger        | Marie-Laure Brunet      | Helena Ekholm          |
| 2013 | Tora Berger        | Andrea Henkel           | Valj Semerenko         |
| 2015 | Jekaterina Jurlova | Gabriela Soukalová      | Kaisa Mäkäräinen       |
| 2016 | Marie Dorin Habert | Anaïs Bescond           | Laura Dahlmeier        |
| 2017 | Laura Dahlmeier    | Gabriela Koukalová      | Alexia Runggaldier     |

### Stafet (4 × 6 km)
Stafet for kvinder er blevet afholdt siden det første VM for kvinder i 1984. Til og med 1991 løb man 3 × 5 km, herefter 4 × 5 km. I 2004 blev etapelængden ændret fra 5 km til 6 km.
Sovjetunionen vandt alle de otte VM-stafetter, som de nåede at stille op til, inden landet gik i opløsning.
| År   | Guld          | Sølv      | Bronze          |
| ---- | ------------- | --------- | --------------- |
| 1984 | Sovjetunionen | Norge     | USA             |
| 1985 | Sovjetunionen | Norge     | Finland         |
| 1986 | Sovjetunionen | Sverige   | Norge           |
| 1987 | Sovjetunionen | Sverige   | Norge           |
| 1988 | Sovjetunionen | Norge     | Sverige         |
| 1989 | Sovjetunionen | Bulgarien | Tjekkoslovakiet |
| 1990 | Sovjetunionen | Norge     | Finland         |
| 1991 | Sovjetunionen | Norge     | Tyskland        |
| 1993 | Tjekkiet      | Frankrig  | Rusland         |
| 1995 | Tyskland      | Frankrig  | Norge           |
| 1996 | Tyskland      | Frankrig  | Ukraine         |
| 1997 | Tyskland      | Norge     | Rusland         |
| 1999 | Tyskland      | Rusland   | Frankrig        |
| 2000 | Rusland       | Tyskland  | Ukraine         |
| 2001 | Rusland       | Tyskland  | Ukraine         |
| 2003 | Rusland       | Ukraine   | Tyskland        |
| 2004 | Norge         | Rusland   | Tyskland        |
| 2005 | Rusland       | Tyskland  | Hviderusland    |
| 2007 | Tyskland      | Frankrig  | Norge           |
| 2008 | Tyskland      | Ukraine   | Frankrig        |
| 2009 | Rusland       | Tyskland  | Frankrig        |
| 2011 | Tyskland      | Frankrig  | Hviderusland    |
| 2012 | Tyskland      | Frankrig  | Norge           |
| 2013 | Norge         | Ukraine   | Italien         |
| 2015 | Tyskland      | Frankrig  | Italien         |
| 2016 | Norge         | Frankrig  | Tyskland        |
| 2017 | Tyskland      | Ukraine   | Frankrig        |

### Holdkonkurrence
Denne disciplin blev afholdt fra 1989 til 1998, hvorefter den blev erstattet af bl.a. fællesstart. 
| År   | Guld          | Sølv         | Bronze          |
| ---- | ------------- | ------------ | --------------- |
| 1989 | Sovjetunionen | Norge        | Vesttyskland    |
| 1990 | Sovjetunionen | Vesttyskland | Bulgarien       |
| 1991 | Sovjetunionen | Bulgarien    | Norge           |
| 1992 | Tyskland      | SNG          | Tjekkoslovakiet |
| 1993 | Frankrig      | Hviderusland | Polen           |
| 1994 | Hviderusland  | Norge        | Frankrig        |
| 1995 | Norge         | Tyskland     | Frankrig        |
| 1996 | Tyskland      | Ukraine      | Frankrig        |
| 1997 | Norge         | Rusland      | Ukraine         |
| 1998 | Rusland       | Norge        | Finland         |

## Mixed konkurrencer

### Stafet (4 × 6 km)
Denne disciplin blev afviklet for første gang i 2005 under World Cup-finalerne i Khanty-Mansijsk. Siden 2007 har mixed stafet været en del af i det ordinære VM-program.
| År   | Guld       | Sølv         | Bronze     |
| ---- | ---------- | ------------ | ---------- |
| 2005 | Rusland I  | Rusland II   | Tyskland I |
| 2006 | Rusland II | Norge I      | Frankrig I |
| 2007 | Sverige    | Frankrig     | Norge      |
| 2008 | Tyskland   | Hviderusland | Rusland    |
| 2009 | Frankrig   | Sverige      | Tyskland   |
| 2010 | Tyskland   | Norge        | Sverige    |
| 2011 | Norge      | Tyskland     | Frankrig   |
| 2012 | Norge      | Slovenien    | Tyskland   |
| 2013 | Norge      | Frankrig     | Tjekkiet   |
| 2015 | Tjekkiet   | Frankrig     | Norge      |
| 2016 | Frankrig   | Tyskland     | Norge      |
| 2017 | Tyskland   | Frankrig     | Rusland    |